# Huize Overbunde

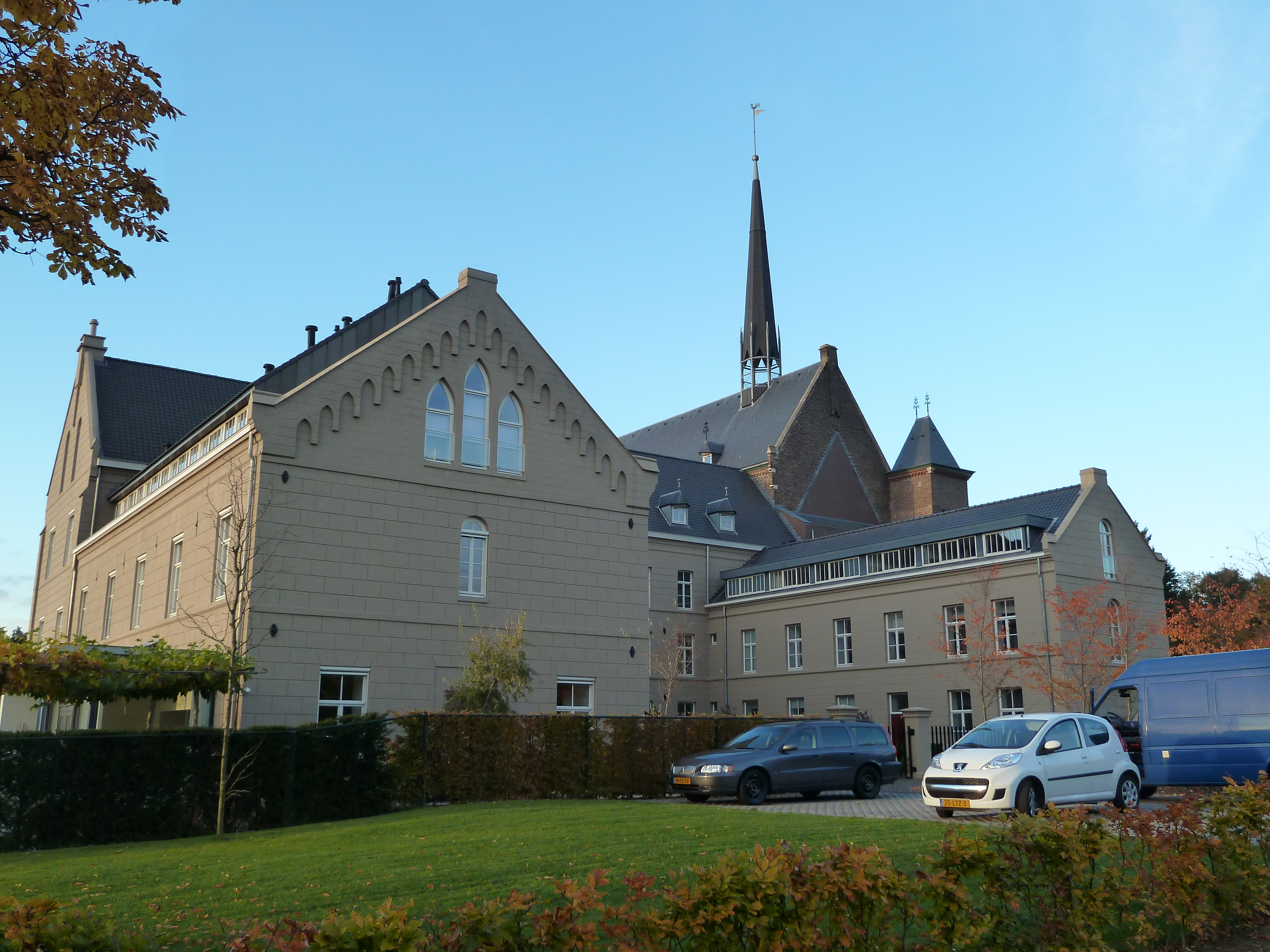
Huize Overbunde in 2010

Huize Overbunde is een kloostercomplex en voormalig kasteel in de Nederlandse plaats Bunde, Zuid-Limburg. Het gebouw bevindt zich aan de Kloosterweg op de Kloosterberg aan de oostelijke rand van het dorp. Het complex is een rijksmonument bestaande uit een kloosterkapel, een carrévormig kloostergebouw en een schoolgebouw. Rond het klooster bevindt zich een park met daarin de Lourdesgrot en waardoor de Overbundebeek stroomt.

## Geschiedenis
In 1381 werd er voor het eerst melding gemaakt van (leen)hof Overbunde: Aleidis van Bunde hield het huis in leen van de graaf van Valkenburg. Het huis werd in 1397 in brand gestoken door Gelderse troepen. Vanaf 1537 was Overbunde in bezit van de familie Daems, die het ruim een eeuw zouden behouden. In 1737 kwam Overbunde in handen van Theodoor Willem Protin, waarna het via vererving bij de familie Swelsen terecht kwam die tot midden 19e eeuw het huis zou bezitten. De laatste uit de familie was Catharina Swelsen: zij liet Overbunde na aan haar man Jan Leonard Nelissen. Hij stierf in 1861 en Overbunde ging naar zijn tweede echtgenote Catharina Lemmens. Zij schonk het landgoed en het in 1871 deels afgebrande huis aan de kloosterorde van de zusters Franciscanessen van Heythuysen.

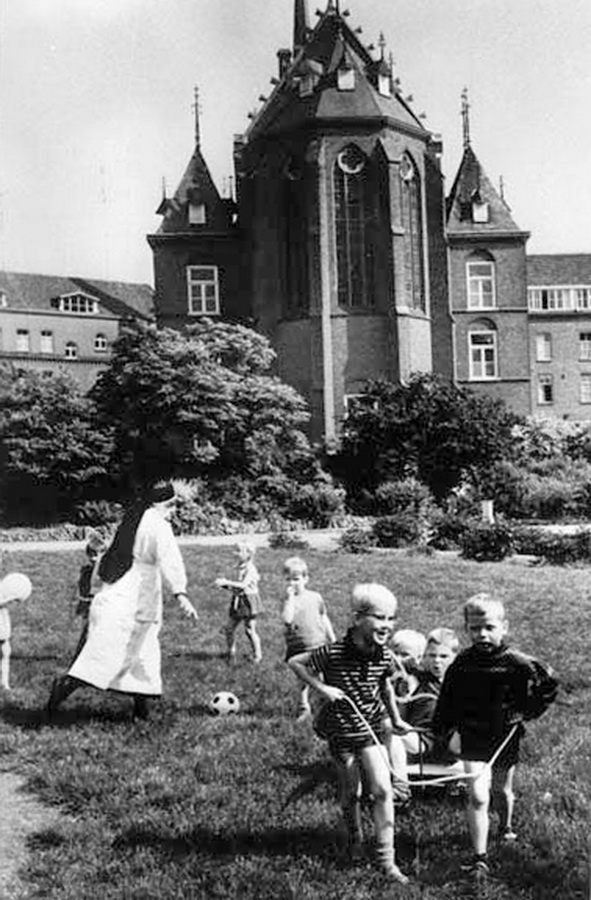
Speelweide bij Huize Overbunde, begin jaren 1960

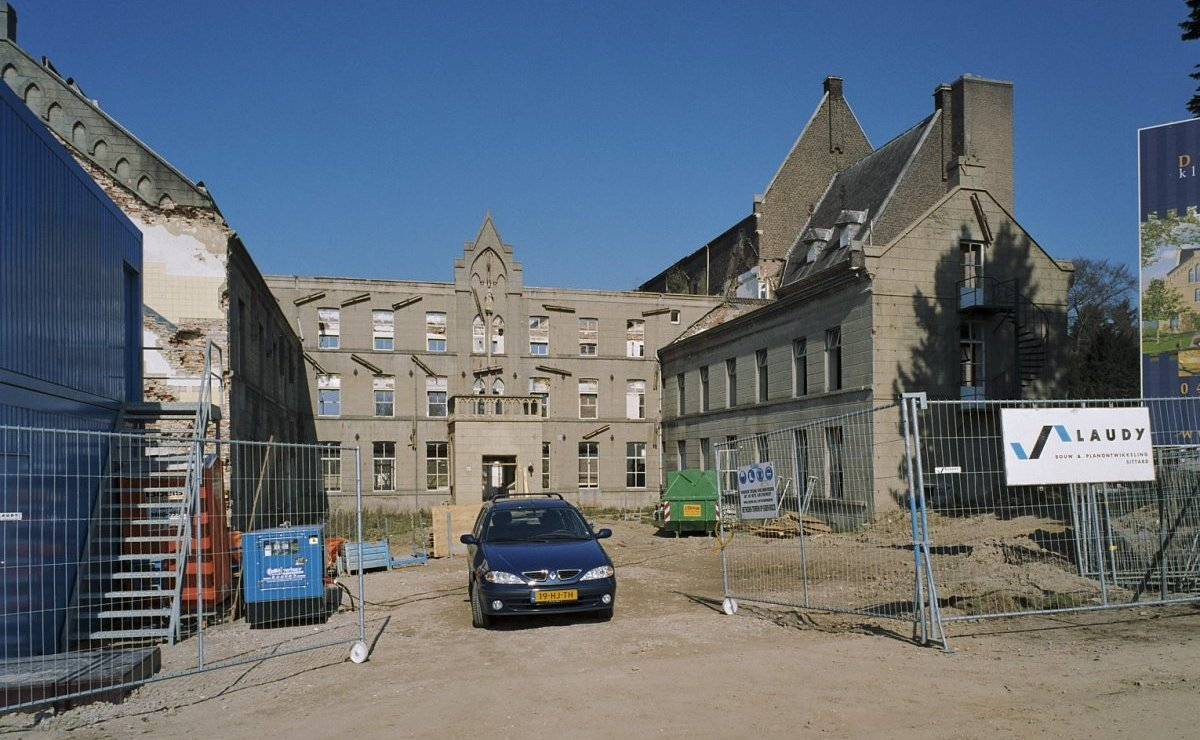
Het vervallen complex in 2004

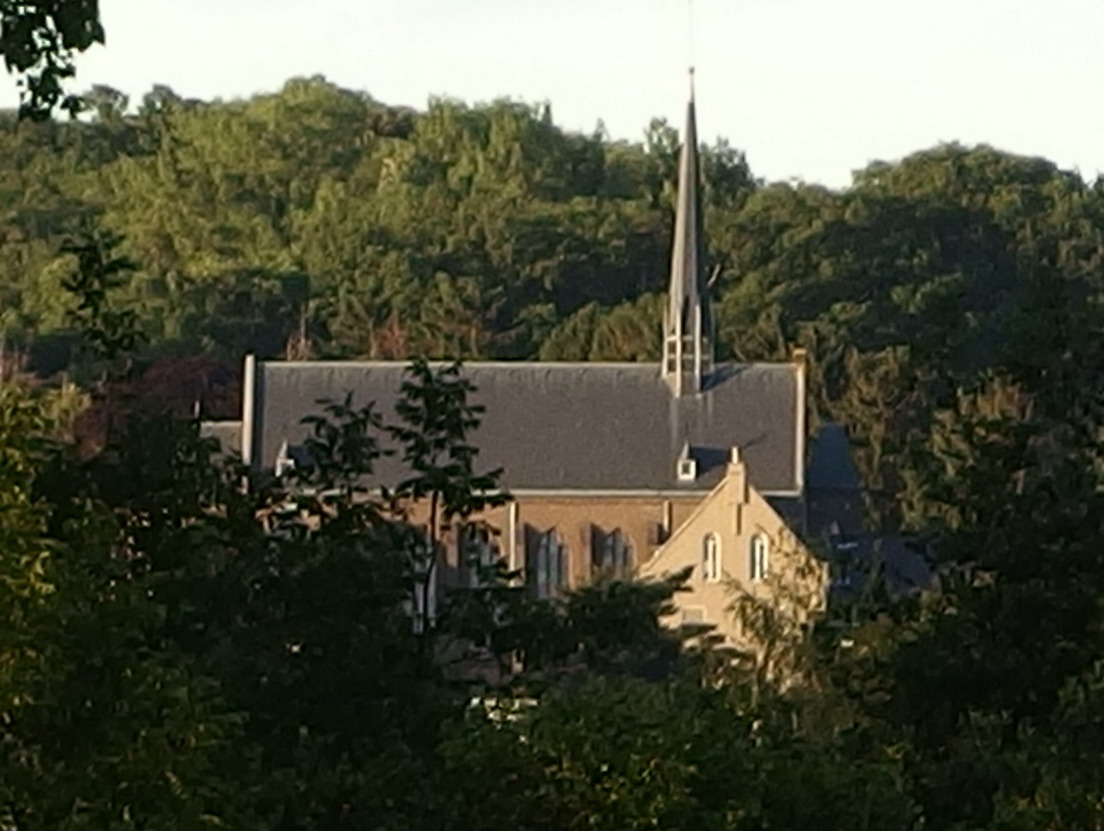
Kloosterkapel

### Klooster
De schenking door Catharine Lemmens was bedoeld voor de Duitse tak van de kloosterorde, die in deze periode te lijden had van de Kulturkampf. De complete vestiging in het Westfaalse Warendorf-Freckenhorst, inclusief het meisjespensionaat voor Duitse leerlingen, verhuisde in 1876 naar Bunde. De wijding van de kapel vond plaats op 7 april van dat jaar. Een jaar eerder waren de meisjesschool en het pensionaat al van start gegaan. In 1900 werd een Lourdesgrot gebouwd in het park (in 2009 gerenoveerd). In 1903 bouwde men naast het klooster een nieuw schoolgebouw.
In 1920 werd het meisjespensionaat gesloten vanwege een terugloop van het aantal leerlingen als gevolg van de Eerste Wereldoorlog. In 1932 werd er door de zusters een herstellings- en ontspanningsoord gestart voor zwakke kinderen met de naam Koloniehuis Overbunde. Vanaf de jaren 1960 werd het complex ook als opvangtehuis voor moeilijk lerende kinderen gebruikt. Vanaf 1970 was het een erkend medisch kindertehuis.
In 1977 vertrokken de zusters uit Overbunde en in de jaren 1980 vertrokken de school en het opvangtehuis naar de nieuwbouw Mariënwaard in Maastricht. In de jaren die volgden maakte de gemeente plannen voor de inrichting van het terrein als woongebied, waarbij het monument behouden diende te blijven. Op 3 juli 1997 liep het complex ernstige schade op door een felle brand, waarbij de markante dakruiter van de kapel werd vernield. In 2003 startte de uitvoer van de herontwikkelingsplannen. Op de weilanden rondom het klooster werden 34 vrijstaande woningen gebouwd. In de kloostervleugels werden 8 woningen gevormd, het schoolgebouw werd verbouwd tot woning en er vond een restauratie plaats van de kloosterkapel. Op 18 februari 2005 werd het torentje herplaatst op de kapel.